# Église Saint-Herbland de Rouen
L’église Saint-Herbland est une église paroissiale disparue de Rouen.

## Historique
Ce qu'il reste de l'église disparaît en 1824 sous un projet d'immeuble dont l'architecte Charles-Félix Maillet du Boullay est l'auteur en 1824-1825.

## Dispersion du mobilier

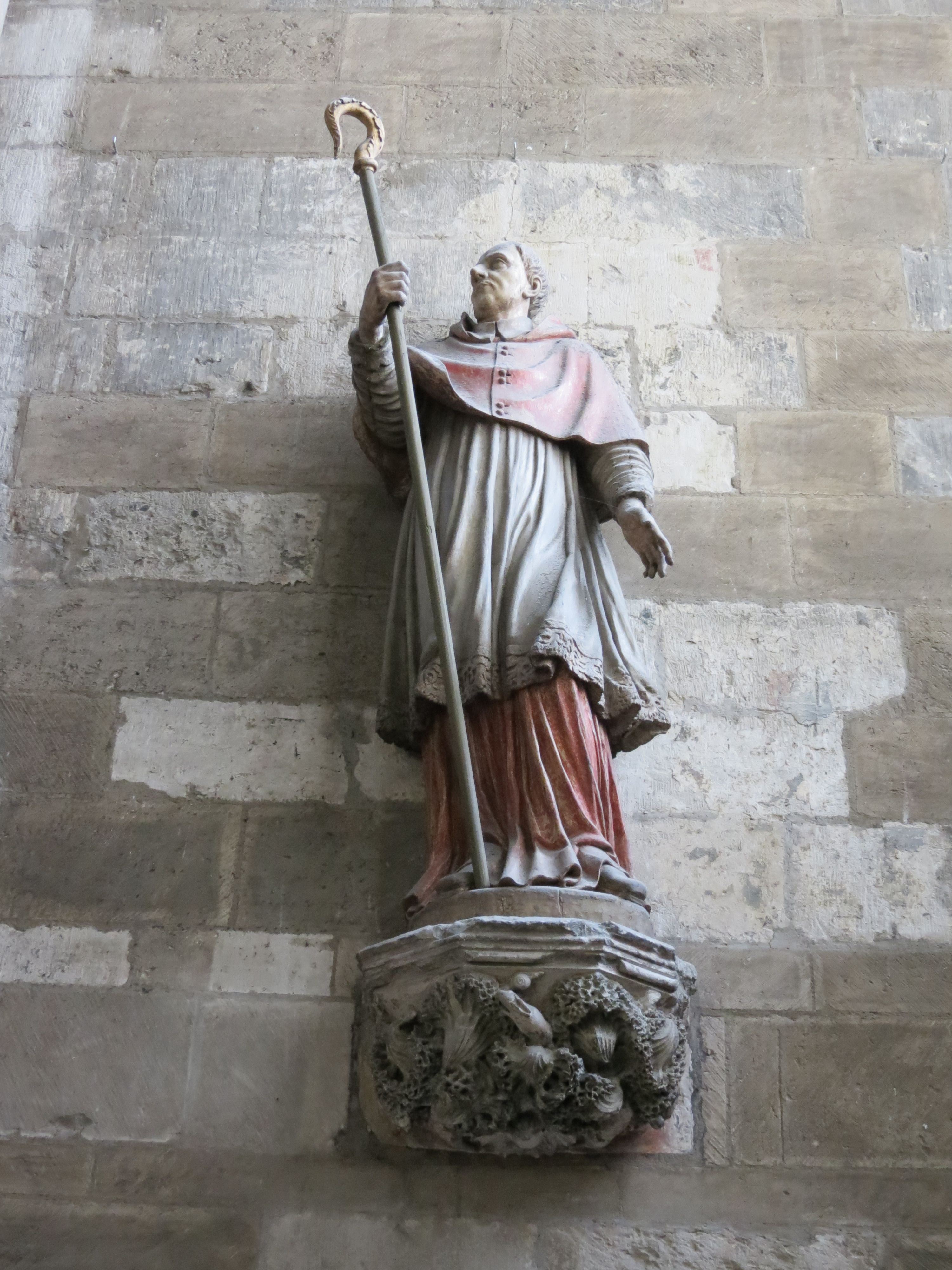

La cathédrale de Rouen abrite depuis 1824 une statue de saint Nicaise dans la chapelle nord Sainte-Agathe et une statue de saint Herbland dans la chapelle sud Saint-Eustache. Toutes deux en bois polychrome datent de la fin XVIe siècle, début XVIIe siècle. À la Révolution, la chaire de Saint-Herbland est transférée à l'église Saint-Sever.
L'orgue de tribune est transféré à l'église Saint-Michel de Bolbec en 1791.